# Радикальная левая партия
Радикальная левая партия (фр. Parti radical de gauche, PRG) — социал-либеральная и, вопреки распространённому пониманию названия, умеренная левоцентристская политическая партия Франции, выступающая за радикализм, секуляризм (лаицизм), прогрессивизм, евроинтеграцию, индивидуальную свободу и защищающая частную собственность на средства производства. Существовала в 1972—2017 годах, возрождена в 2019.
РЛП пользуется поддержкой среди избирателей среднего класса в некоторых областях Юго-Запада Франции, но своему парламентскому предствительству она обязана Социалистической партии, с которой тесно связана с 1982 года, часто выставляя единые списки кандидатов. Радикальная левая партия является ведущей партией левого лагеря в департаментах Верхняя Корсика, Верхние Пиренеи и Тарн и Гаронна.

## История партии
Партия была образована в 1972 году группой бывших членов Радикальной партии (Партии республиканцев, радикалов и радикал-социалистов), уже давно занимавшей позицию не на левом фланге, а в центре партийного спектра Франции. Они приняли решение присоединиться к «Левому союзу», согласившись с Общей программой, ранее принятой Социалистической партией и Коммунистической партией. В то время партия называлась «Движение левых радикал-социалистов» (Mouvement de la Gauche Radicale-Socialiste, MGRS). В декабре 1973 года партия была трансформирована в «Движение левых радикалов» (Mouvement des Radicaux de Gauche, MRG). Через несколько месяцев MRG поддержало кандидатуру социалиста Франсуа Миттерана на президентских выборах 1974 года.
Возглавляемая Робером Фабром, в 70-е годы партия была третьим партнером в «Левом союзе». При этом её влияние на электорат было несопоставимо с влиянием двух других партий союза, претендовавших на доминирование в левом секторе французского политического спектра. Партия пережила свой первый серьёзный кризис в 1978 году, когда Фабр сблизился с президентом Валери Жискар д'Эстеном и был исключен из партии.
На президентских выборах 1981 года кандидатом от Движения левых радикалов был Мишель Крепо, который представил своим избирателям социал-либеральную программу. В 1984 году партия предлагает экологистам объединится для участия в выборах в Европарламент 1984 года. Через четыре года MRG опять поддержало кандидатуру Франсуа Миттерана на президентских выборах.
В начале 90-х годов под руководством популярного бизнесмена Бернара Тапи партия смогла извлечь выгоду из кризиса, охватившего Социалистическую партию. На выборах в Европарламент 1994 года возглавляемый Тапи список «Радикальная энергия» получил 12,03 % голосов и 13 мест). Однако, после того, как у Тапи начались проблемы с законом, популярность партии, которая была переименована в Радикал-социалистическую (Parti Radical-Socialiste, PRS), резко снизилась. На парламентских выборах 1997 года Радикал-социалистическая партия получила 1,44 % голосов в первом и 2,19 % во втором туре. Когда в 1998 году Радикальная партия начала юридический процесс против PRS, партия изменила название на нынешнее — «Радикальная левая партия, РЛП» (Parti radical de gauche, RPG). В 1997—2002 годах партия вернулась в состав правительственной коалиции Лионеля Жоспена как младший партнёр Соцпартии по «плюралистической левой» (охватывавшей пять левых партий от Движения граждан до Компартии).
На президентских выборах 2002 года Радикальная левая партия выставила собственного кандидата — ею стала Кристиан Тобира, основатель «Вальвари» (партия во Французской Гвиане), некоторое время входившая в парламентскую группу социалистов и предложившая закон, приравнявший трансатлантическую работорговлю к преступлениям против человечности. Тобира набрала 2,32 % голосов. На парламентских выборах того же года левые радикалы получили 1,54 % голосов в первом и 2,15 % во втором туре. На президентских выборах 2007 года партия поддержала Сеголен Руаяль, хотя лично Бернар Тапи, остающийся влиятельной фигурой в РЛП, поддержал Николя Саркози. РЛП набрала 1,32 % и 1,63 % голосов в первом и втором турах соответственно на выборах в Нацсобрание 2007 года. Президент Радикальной левой партии, Жан-Мишель Беле, участвовал в совместных с праймериз РЛП и Соцпартии, которые были организованы для того, чтобы определиться с совместным кандидатом на президентские выборы 2012 года. Беле получил менее процента голосов и поддержал Франсуа Олланда. В первом туре парламентских выборов 2012 года партия получила 1,65 % голосов, во втором — 2,34 %.
Участие представителей партии в представительных органах разных уровней во многом вызвано поддержкой со стороны Социалистической партии. Почти все депутаты разных уровней от РЛП побеждали в условиях, когда кандидат от социалистов не выдвигался. Единственным исключением из этого правила является Корсика, где партия исторически была одной из сильнейших левых политических сил и остается таковой. Поль Жиакобби представляет департамент Верхняя Корсика в Национальном собрании, возглавляет Генеральный совет департамента, ещё два член партии избраны от Верхней Корсики в Сенат.
РЛП связана с партией «Вальвари», играющей заметную роль в политической жизни Французской Гвианы.
9 декабря 2017 года было принято решение об объединении с Радикальной партией и образовании Радикального, социального и либерального движения, но в феврале 2019 года объединение распалось, и была возрождена РЛП.

## Представительство партии и результаты на выборах
- Национальное собрание — 12 из 577 мест
- Сенат — 11 из 348 мест

| Год выборов | Кандидат        | Голоса в первом туре |
| ----------- | --------------- | -------------------- |
| 1981        | Мишель Крепо    | 642 847 (2,21 %)     |
| 2002        | Кристиан Тобира | 660 447 (2,32 %)     |